# Е Сюаньпин
Е Сюаньпи́н (20 декабря 1924 — 17 сентября 2019) — зампред ВК НПКСК (1991—2003, с 1993 года — 1-й), губернатор провинции Гуандун (1985—1991), мэр Гуанчжоу (1983-85).
Член КПК с сентября 1945 года, член ЦК КПК 12—14 созывов (кандидат 12 созыва).

## Биография
По национальности хань. Сын Е Цзяньина, впоследствии одного из первых десяти маршалов КНР.
В 1941-45 годах учился в Яньаньском колледже естественных наук.
В 1980—1985 гг. вице-губернатор провинции Гуандун и в 1983-85 гг. мэр и замглавы горкома КПК столицы провинции г. Гуанчжоу.
В 1985—1991 годах губернатор и замглавы парткома провинции Гуандун.
В 1991—2003 гг. (с 1993 года — 1-й) зампред ВК НПКСК 7 (кооптирован), 8-9 (был первым по перечислению) созывов.
Являлся членом Постоянного комитета Президиума XVI Всекитайского съезда КПК.